# Раджабли, Севиль Ибрагимовна
Севиль Ибрагимовна Раджабли- советский и российский цитогенетик, создатель лаборатории цитогенетики животных Института цитологии и генетики СО РАН.

## Биография
Севиль Ибрагимовна Раджабли родилась в Ленинграде в 1932 г. в семье советских ученых Ибрагима Джабаровича и Евгении Павловны Раджабли. В 1956 г. Севиль Ибрагимовна окончила Ленинградский государственный университет имени Герцена и в 1957 г. устроилась на работу в Институт генетики и селекции АН Азербайджанской ССР, в котором трудилась на протяжении 5 лет. В 1962 г. она устроилась в Институт цитологии и генетики СО АН ССР в лабораторию радиационной генетики.
Первые работы по цитогенетике человека и животных с использованием методов дифференциальной окраски хромосом и работы по картированию геномов (лисы и норки) были проведены С.И. Раджабли в ИЦиГе. Севиль Ибрагимовна занималась сравнительной цитогенетикой грызунов, насекомоядных и хищных. Изучала особенности эволюции гетерохроматической компоненты геномов. В 1965 г. С.И. Раджабли защитила диссертацию на степень кандидата наук с темой «Цитогенетическое изучение рода Morus L. и пути использования полиплоидии в селекции шелковицы» под научным руководством профессора М. С. Навашина. И в 1972 г. Севиль Ибрагимовну избрали старшим научным сотрудником. В ИЦиГе Севиль Ибрагимовна основала лабораторию цитогенетики животных, она одна из первых  в  России  освоила  и  внедрила  в  практику  цитогенетического  анализа появившиеся к тому времени новые методы культивирования клеток млекопитающих и методы приготовления и окраски препаратов хромосом животных.

## Научные работы
- Раджабли С.И.  (соавторы Крал В., Графодатский А.С., Лушникова Т.П., Потапов В.А., Ромащенко А.Д.).  Цитологическая локализация повторяющихся последовательности ДНК млекопитающих.  //Тез. докладов 8-го Всесоюзного Симпозиума «Структура и функция клеточного ядра», Пущино, 1984, С. 202.
- Radzhabli S.I. (соавтор Kral B.).  Comparison of karyotypes, G-bands and NORa in three Cricetulus app (cricetidae, Rodentis).  //Abstr. of 17th Symp. Of the cytogenetics section Czechoslovak boil. Soc., Brno, 1984, Р. 23.
- Раджабли С.И.  (соавторы Графодатский А.С., Рубцова Н.В., Железова А.И.).  Распределение ядрышкообразующих районов у америкинских норок разных.  //ДАН СССР, 1985, т. 285, № 6, С. 1458-1462.
- Раджабли С.И.  (соавтор Графодатский А.С.).  Хромосомы трех видов Cervidae.  //Зоол. Журнал, т. 64, № 8, 1985, С. 1275-1279.
- Раджабли С.И.  (соавторы Мейер М.Н., Булатова Н.Ш., Голенищев Ф.Н.).  Кариологические особенности и вероятные родственные связи полевок группы arvalis (Rodentia, Cricetidae).  //Зоол. Журнал, т. 64, № 3, 1985, С. 417.
- Раджабли С.И.  (соавтор Графодатский А.С.).  Сравнительная цитогенетика видов домашних, доместицируемых и пушных животных.  //1-я Всесоюзная конференция по цитогенетике с/х животных, Москва, 1985,       С. 23-24.
- Раджабли С.И.  (соавторы Лушникова Т.П., Графодатский А.С., Ромащенко А.Г.).  Изучение организации ДНК и хромосом куницеобразных.  //1-я Всесоюзная Конференция по цитогенетике с/х животных, Москва, 1985, С. 56.
- Раджабли С.И.  (соавторы Рубцов Н.Б., Богомолова В.И., Рубцова Н.В., Закиян С.М., Кульбакина Н.А., Серов О.Л.).  Перспективы использования гибридов соматических клеток и китайского хомячка для построения цитогенетической карты серебристо-черных лис.  //1-я Всесоюзная Конференция по цитогенетике с/х животных, Москва, 1985, С. 66-68.
- Раджабли С.И.  (соавторы Шаршов А.А., Графодатский А.С.).  Обнаружение транскрипции типа 1/29 в породе хайланд.  //1-я Всесоюзная Конференция по цитогенетике с/х животных, Москва, 1985, С. 90.
- Раджабли С.И.  (соавторы Лушникова Т.П., Графодатский А.С.).  Особенности распределения повторяющихся последовательностей ДНК в половых хромосомах четырех видов грызунов.  //Цитология, 1985, т. 27, № 11, С. 1308-1310.
- Раджабли С.И.  (соавторы Саблина О.В., Голенищец Ф.Н.).  Добавочные хромосомы в кариотипе желтоголой мыши Apodemus flavicollis) из Ленинградской области.  //Зоол. журнал, 1985, т. 64, № 12, С. 1901-1903.